# Sindaci di Legnano
La presente voce elenca i sindaci di Legnano effettivi e facenti funzioni (commissari governativi, prefettizi, straordinari e incarichi ad interim) dal 1860 a oggi.

## Storia

Piazza San Magno durante i lavori di costruzione di palazzo Malinverni (1908-1909), futura sede del municipio di Legnano

L'elenco inizia dal 1860, cioè dall'anno successivo all'annessione della Lombardia al Regno di Sardegna, avvenimento che preannunciò l'Unità d'Italia (1861). La legge n°3702 del 23 ottobre 1859 (legge Rattazzi) del governo sabaudo allargò alla Lombardia la legislazione piemontese, che divenne poi quella italiana. A capo dell'amministrazione comunale venne posto il sindaco, che all'epoca era di nomina governativa. In particolare, il sindaco era nominato dal Ministero dell'interno su suggerimento del prefetto.
Un cambiamento importante avvenne nel 1889: il regio decreto n°5921 del 10 febbraio ("Testo Unico della legge comunale e provinciale") introdusse l'elezione del sindaco da parte del consiglio comunale per i comuni capoluogo di provincia e per quelli con più di 10 000 abitanti. Con la legge n° 346 del 29 luglio 1896 (legge Di Rudinì) questo provvedimento fu esteso a tutti i comuni d'Italia, tra cui Legnano.
Dal 1926 al 1945, durante l'epoca fascista, con la promulgazione di due delle cosiddette leggi fascistissime, ovvero della legge n° 237 del 4 febbraio 1926 ("Istituzione del Podestà e della Consulta municipale nei comuni con popolazione non eccedente i 5 000 abitanti") e del regio decreto legislativo n°1910 del 3 settembre 1926 ("Estensione dell'ordinamento podestarile a tutti i comuni del regno"), gli organi democratici dei comuni furono soppressi e tutte le funzioni svolte in precedenza dal sindaco, dalla giunta comunale e dal consiglio comunale furono trasferite al podestà, che era nominato dal governo tramite regio decreto. Il podestà era assistito da una consulta municipale, che era invece nominata dal prefetto.
Con la Liberazione (1945), sulla scorta del decreto legislativo luogotenenziale n°111 del 4 aprile 1944 ("Norme
transitorie per l'amministrazione dei comuni e delle provincie"), si ristabiliva la carica di sindaco affidandone provvisoriamente la nomina al Comitato di Liberazione Nazionale (CLN). In seguito, grazie al decreto legislativo luogotenenziale n°1 del 7 gennaio 1946 ("Ricostituzione delle Amministrazioni comunali su base elettiva"), il sindaco tornò ad essere eletto dal consiglio comunale: quest'ultimo venne infatti ripristinato dal medesimo provvedimento insieme alla giunta comunale.
Con la legge n°81 del 25 marzo 1993 ("Elezione diretta del sindaco, del presidente della provincia, del consiglio comunale e del consiglio provinciale") venne introdotta l'elezione diretta del sindaco da parte dei cittadini. Contestualmente, con questo provvedimento, fu modificato un altro importante aspetto dell'amministrazione comunale: la nomina della giunta. In precedenza era eletta dal consiglio comunale, mentre dal 25 marzo 1993 è nominata direttamente dal sindaco.
Per quanto riguarda invece la durata del mandato, dal 1859 alla promulgazione delle leggi del 1889 e del 1896, il sindaco restava in carica tre anni rinnovabili. Dopo l'approvazione dei testi legislativi del 1889 e del 1896, nell'occasione dei quali venne decretata la sua elezione da parte del consiglio comunale, il mandato del sindaco venne esteso a quattro anni.
Il podestà d'epoca fascista rimaneva invece in carica cinque anni con possibilità di rimozione da parte del prefetto oppure di riconferma oltre i cinque anni prefissati.
Dal 1945, con la reintroduzione della carica di sindaco e della sua elezione da parte del consiglio comunale, venne ripristinata la durata di quattro anni. Quest'ultima, nel 1993, venne confermata a quattro anni per poi essere allungata nel 2000, con decreto legislativo n° 267 del 18 agosto ("Testo unico delle leggi sull'ordinamento degli enti locali"), a cinque anni.

## Il ruolo del sindaco nel Palio di Legnano

Papa Giovanni XXIII e una rappresentanza del comitato organizzatore della sagra del Carroccio, tra cui il sindaco di Legnano, che è il secondo in primo piano partendo da sinistra, durante l'udienza concessa loro il 19 maggio 1959

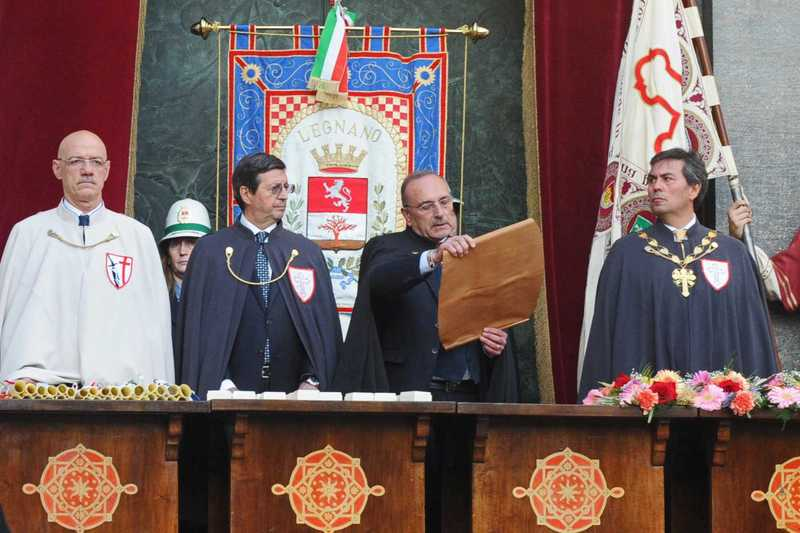
L'iscrizione delle contrade al palio di Legnano 2016. Il secondo da destra è il sindaco di Legnano nella veste di supremo magistrato

Il sindaco di Legnano ricopre anche la carica di "supremo magistrato" del palio di Legnano. Tra i suoi compiti c'è quello di decretare, tramite bando pubblico, l'inizio ufficiale della manifestazione.
Tra le prerogative del supremo magistrato c'è quella di nominare il cavaliere del Carroccio su proposta del collegio dei capitani e della Famiglia Legnanese. Il cavaliere del Carroccio, nella sagra legnanese, riveste il ruolo di responsabile esecutivo dell'organizzazione del palio e ha il compito di nominare il mossiere della corsa ippica.
In qualità di supremo magistrato il sindaco di Legnano partecipa alle sedute del comitato del Palio, un organo assembleare che è a capo dell'organizzazione della manifestazione e che è costituito dal cavaliere del Carroccio, dal gran maestro del collegio dei capitani e delle contrade, dal presidente della Famiglia Legnanese, dai gran priori e da altri componenti che sono in rappresentanza della giunta comunale, del consiglio comunale, della Famiglia Legnanese e del collegio dei capitani e delle contrade.
Il supremo magistrato presiede inoltre il collegio dei magistrati del palio, che è formato dal gran maestro del collegio dei capitani e delle contrade e dal presidente dell'associazione Famiglia Legnanese. Questo organismo ha la funzione di risolvere le controversie tra le contrade di Legnano, dato che è tassativamente vietato ricorrere alla magistratura ordinaria.
Il supremo magistrato decreta poi, previo sorteggio, la composizione delle batterie eliminatorie e l'ordine di disposizione dei cavalli al canapo (dal più vicino allo steccato al più esterno) delle batterie eliminatorie e della finale della corsa ippica del palio di Legnano.

## Elenco dei sindaci

### Sindaci nominati dal Re d'Italia (1860-1896)

Giuseppe Calini, sindaco di Legnano nel 1860

| Nº | Nome                | Mandato | Mandato | Carica  |
| Nº | Nome                | Inizio  | Fine    | Carica  |
| -- | ------------------- | ------- | ------- | ------- |
| 1  | Giuseppe Calini     | 1860    | 1860    | Sindaco |
| 2  | Andrea Bossi        | 1861    | 1861    | Sindaco |
| 3  | Emanuele Gallarati  | 1862    | 1862    | Sindaco |
| 4  | Ottavio Prandoni    | 1863    | 1864    | Sindaco |
| 5  | Anselmo Morganti    | 1865    | 1865    | Sindaco |
| 6  | Andrea Bossi        | 1866    | 1867    | Sindaco |
| 7  | Giuseppe Motta      | 1867    | 1870    | Sindaco |
| 8  | Anselmo Morganti    | 1871    | 1874    | Sindaco |
| 9  | Berardo Bossi       | 1875    | 1877    | Sindaco |
| 10 | Flaminio Dell'Acqua | 1878    | 1884    | Sindaco |
| 11 | Giuseppe Vignati    | 1885    | 1886    | Sindaco |
| 12 | Pietro Salmoiraghi  | 1887    | 1896    | Sindaco |

### Sindaci e commissari al tempo dell'elezione affidata al consiglio comunale (1896-1927)

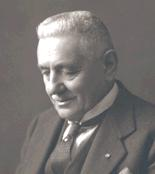
Antonio Bernocchi, sindaco di Legnano dal 1901 al 1902

| Nº | Nº | Nome                | Mandato          | Mandato          | Partito                     | Carica                          |
| Nº | Nº | Nome                | Inizio           | Fine             | Partito                     | Carica                          |
| -- | -- | ------------------- | ---------------- | ---------------- | --------------------------- | ------------------------------- |
| 13 |    | Fedele Borghi       | 1896             | 1900             | Nessuno                     | Sindaco                         |
| 14 |    | Antonio Bernocchi   | 1901             | 1902             | Nessuno                     | Sindaco                         |
| -  |    | Luigi Carena        | 27 dicembre 1902 | 13 aprile 1903   | -                           | Commissario prefettizio         |
| -  |    | Fedele Borghi       | 14 aprile 1903   | 15 dicembre 1904 | Nessuno                     | Assessore anziano               |
| 15 |    | Giovanni Ferrario   | gennaio 1905     | 1910             | Nessuno                     | Sindaco                         |
| -  |    | Roberto Ratti       | 1911             | 1911             | Nessuno                     | Prosindaco                      |
| 16 |    | Attilio Agosti      | 1912             | agosto 1919      | Nessuno                     | Sindaco                         |
| -  |    | Ruggero Palmeri     | agosto 1919      | luglio 1920      | -                           | Commissario regio e prefettizio |
| -  |    | Francesco Grimaldi  | luglio 1920      | ottobre 1920     | -                           | Commissario regio e prefettizio |
| 17 |    | Ermenegildo Vignati | ottobre 1920     | 6 agosto 1922    | Partito Socialista Italiano | Sindaco                         |
| -  |    | F. Spairani         | 7 agosto 1922    | 28 febbraio 1923 | -                           | Commissario prefettizio         |
| 18 |    | Fabio Vignati       | 1º marzo 1923    | 31 marzo 1927    | Partito Nazionale Fascista  | Sindaco                         |

### Podestà e commissari nominati dal governo (1927-1945)

Fabio Vignati, sindaco di Legnano dal 1923 al 1927 e podestà dal 1927 al 1932

| Nº | Nº | Nome           | Mandato          | Mandato         | Partito                    | Carica                  |
| Nº | Nº | Nome           | Inizio           | Fine            | Partito                    | Carica                  |
| -- | -- | -------------- | ---------------- | --------------- | -------------------------- | ----------------------- |
| 18 |    | Fabio Vignati  | 1º aprile 1927   | 1º aprile 1932  | Partito Nazionale Fascista | Podestà                 |
| -  |    | Fabio Vignati  | 2 aprile 1932    | 30 aprile 1932  | -                          | Commissario prefettizio |
| 19 |    | Carlo Balestri | 1º maggio 1932   | 31 ottobre 1933 | Partito Nazionale Fascista | Podestà                 |
| -  |    | Carlo Balestri | 1º novembre 1933 | 25 marzo 1935   | -                          | Commissario prefettizio |
| -  |    | Alfredo Carusi | 26 marzo 1935    | 15 ottobre 1937 | -                          | Commissario prefettizio |
| 20 |    | Alfredo Carusi | 16 ottobre 1937  | 2 maggio 1944   | Partito Nazionale Fascista | Podestà                 |
| -  |    | Luigi Zanoni   | 3 maggio 1944    | 8 dicembre 1944 | -                          | Commissario prefettizio |
| -  |    | Fulvio Dimi    | 9 dicembre 1944  | 24 aprile 1945  | -                          | Commissario prefettizio |

### Sindaci nominati dal Comitato di Liberazione Nazionale (1945-1946)

Anacleto Tenconi, sindaco di Legnano dal 1945 al 1946 e dal 1951 al 1961

| Nº | Nº | Nome             | Mandato        | Mandato       | Partito              | Coalizione | Coalizione | Carica  |
| Nº | Nº | Nome             | Inizio         | Fine          | Partito              | Coalizione | Coalizione | Carica  |
| -- | -- | ---------------- | -------------- | ------------- | -------------------- | ---------- | ---------- | ------- |
| 21 |    | Anacleto Tenconi | 25 aprile 1945 | 2 maggio 1946 | Democrazia Cristiana |            | CLN        | Sindaco |

### Sindaci e commissari nel tempo dell'elezione affidata al consiglio comunale (1946-1993)

Luigi Accorsi, sindaco di Legnano dal 1961 al 1975, mentre parla durante un incontro avvenuto nel 1966 alla sede dell'associazione Famiglia Legnanese

| Nº | Nº | Nome                  | Mandato           | Mandato           | Partito                                         | Coalizione | Coalizione               | Carica                    |
| Nº | Nº | Nome                  | Inizio            | Fine              | Partito                                         | Coalizione | Coalizione               | Carica                    |
| -- | -- | --------------------- | ----------------- | ----------------- | ----------------------------------------------- | ---------- | ------------------------ | ------------------------- |
| 22 |    | Pietro Rasini         | 3 maggio 1946     | 17 ottobre 1949   | Partito Socialista Italiano di Unità Proletaria |            | PCI e PSIUP              | Sindaco                   |
| -  |    | Ezio Gasparini        | 18 ottobre 1949   | 31 marzo 1950     | Partito Comunista Italiano                      |            | PCI e PSIUP              | Assessore anziano         |
| -  |    | Dioniso Villa         | 1º aprile 1950    | 13 luglio 1951    | -                                               | -          | -                        | Commissario prefettizio   |
| 23 |    | Anacleto Tenconi      | 14 luglio 1951    | 23 gennaio 1961   | Democrazia Cristiana                            |            | DC, PSLI, PLI e PRI      | Sindaco                   |
| 24 |    | Luigi Accorsi         | 24 gennaio 1961   | 31 agosto 1975    | Democrazia Cristiana                            |            | DC, PSI, PSDI e PRI      | Sindaco                   |
| 25 |    | Cesare Croci Candiani | 1º settembre 1975 | 19 settembre 1976 | Democrazia Cristiana                            |            | DC e PSI                 | Sindaco                   |
| 26 |    | Giuseppe Poggi        | 20 settembre 1976 | 5 giugno 1977     | Partito Socialista Italiano                     |            | PCI, PSI, PLI e PRI      | Sindaco                   |
| 27 |    | Franco Crespi         | 6 giugno 1977     | 25 settembre 1985 | Democrazia Cristiana                            |            | DC, PSI, PSDI, PLI, PRI  | Sindaco                   |
| 28 |    | Pietro Cattaneo       | 26 settembre 1985 | 31 luglio 1990    | Democrazia Cristiana                            |            | DC, PSI, PSDI, PLI e PRI | Sindaco                   |
| 29 |    | Mauro Potestio        | 1º agosto 1990    | 27 aprile 1993    | Partito Socialista Italiano                     |            | DC, PCI, PSI, PSDI e PRI | Sindaco                   |
| -  |    | Alberto Ardia         | 28 aprile 1993    | 22 giugno 1993    | -                                               | -          | -                        | Commissario prefettizio   |
| -  |    | Giustino Di Santo     | 23 giugno 1993    | 5 dicembre 1993   | -                                               | -          | -                        | Commissario straordinario |

### Sindaci e commissari nel tempo dell'elezione diretta affidata ai cittadini (1993-)
| Nº | Nº | Nome                  | Mandato         | Mandato          | Partito                                   | Coalizione | Coalizione                     | Carica                  |
| Nº | Nº | Nome                  | Inizio          | Fine             | Partito                                   | Coalizione | Coalizione                     | Carica                  |
| -- | -- | --------------------- | --------------- | ---------------- | ----------------------------------------- | ---------- | ------------------------------ | ----------------------- |
| 30 |    | Marco Turri           | 6 dicembre 1993 | 1º dicembre 1997 | Lega Nord                                 |            | LN                             | Sindaco                 |
| 31 |    | Maurizio Angelo Cozzi | 2 dicembre 1997 | 31 maggio 2007   | Forza Italia                              |            | PpL/CdL                        | Sindaco                 |
| 32 |    | Lorenzo Vitali        | 1º giugno 2007  | 21 maggio 2012   | Forza Italia, poi Il Popolo della Libertà |            | CdL e LN                       | Sindaco                 |
| 33 |    | Alberto Centinaio     | 22 maggio 2012  | 26 giugno 2017   | Partito Democratico                       |            | PD, IdV e liste civiche        | Sindaco                 |
| 34 |    | Gianbattista Fratus   | 26 giugno 2017  | 15 maggio 2019   | Lega Nord                                 |            | LN, FI, FdI-AN e liste civiche | Sindaco                 |
| -  |    | Cristiana Cirelli     | 15 maggio 2019  | 5 ottobre 2020   | -                                         | -          | -                              | Commissario prefettizio |
| 35 |    | Lorenzo Radice        | 5 ottobre 2020  | in carica        | Partito Democratico                       |            | PD e liste civiche             | Sindaco                 |